# Miasino
Miasino (Miasin in piemontese e in lombardo) è un comune italiano di 813 abitanti della provincia di Novara in Piemonte.

## Geografia fisica
La parte centrale del territorio comunale è situata su un falsopiano tra le montagne che lo circondano, mentre le frazioni Pisogno e Carcegna sono l'una sulle pendici del Monte Formica e separata dal resto dell'abitato dal percorso del torrente Agogna, la seconda si sviluppa in direzione del Lago d'Orta.

## Storia

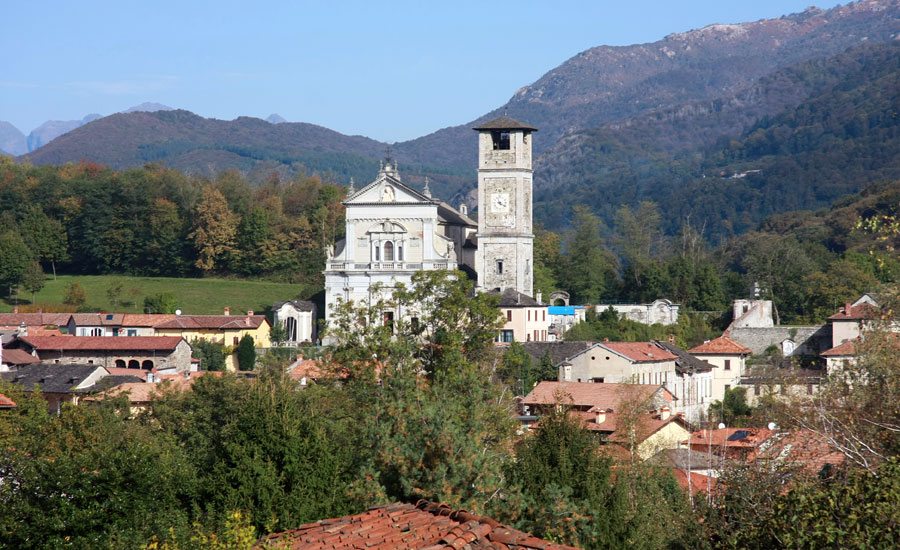
Veduta di Miasino con al centro la chiesa parrocchiale di San Rocco

Di antichissima origine, Miasino fece parte, durante il Medioevo, del grande feudo vescovile della Riviera di San Giulio, dal nome dell'evangelizzatore di quelle zone (fine IV secolo).

### Simboli
Lo stemma e il gonfalone sono stati concessi con DPR del 11 settembre 1996.
Il gonfalone è un drappo rettangolare di giallo.

## Monumenti e luoghi d'interesse
Arricchitosi soprattutto durante il Seicento di bellissimi palazzi, Miasino vanta, tra le sue principali attrazioni, la chiesa parrocchiale di San Rocco, riedificata nel 1627 su progetto dell'architetto milanese Francesco Maria Richino. La facciata è stata terminata solo nel 1933 dall'architetto torinese Carlo Nigra che volle rispettare il disegno originario. La dedicazione al santo di Montpellier fu senz'altro dovuta alle epidemie di peste che avevano via via colpito anche quelle terre, giungendo soprattutto dal Milanese.
L'interno della parrocchiale è ricco ed elegante, con pregevoli opere barocche e tardobarocche, realizzate da artisti sia locali che "forestieri" (milanesi, toscani): ciò fu possibile grazie alla generosità dei numerosi miasinesi emigrati fin dal Cinquecento in Toscana (Lucca) o nelle città lombarde, soprattutto Milano.
Un altro gioiello nel centro del paese è Villa Nigra, di origini cinquecentesche, ma ampliata nel Seicento e nel Settecento, esempio di nobile residenza di campagna (oggi di proprietà del Comune).
Il nome deriva dagli ultimi proprietari privati cui apparteneva tra cui il già citato architetto Carlo Nigra.

## Società

### Evoluzione demografica
Abitanti censiti

## Infrastrutture e trasporti
Miasino dispone di una stazione ferroviaria sul territorio comunale di Orta San Giulio sulla linea Domodossola-Novara.
La stazione si chiama Orta-Miasino.

## Amministrazione
Di seguito è presentata una tabella relativa alle amministrazioni che si sono succedute in questo comune.
| Periodo          | Periodo          | Primo cittadino        | Partito                       | Carica              | Note  |
| ---------------- | ---------------- | ---------------------- | ----------------------------- | ------------------- | ----- |
| 13 giugno 1985   | 20 giugno 1990   | Tino Armando Tracanzan | Democrazia Cristiana          | Sindaco             | [ 7 ] |
| 20 giugno 1990   | 24 aprile 1995   | Tino Armando Tracanzan | Democrazia Cristiana          | Sindaco             | [ 7 ] |
| 24 aprile 1995   | 16 giugno 1998   | Dario Silvetti         | centro                        | Sindaco             | [ 7 ] |
| 16 giugno 1998   | 30 novembre 1998 | Michele Basilicata     |                               | Comm. straordinario | [ 7 ] |
| 30 novembre 1998 | 27 maggio 2003   | Dario Silvetti         | lista civica                  | Sindaco             | [ 7 ] |
| 27 maggio 2003   | 15 aprile 2008   | Armando Beltrami       | centro-sinistra               | Sindaco             | [ 7 ] |
| 15 aprile 2008   | 27 maggio 2013   | Dario Silvetti         | lista civica                  | Sindaco             | [ 7 ] |
| 27 maggio 2013   | 10 giugno 2018   | Giorgio Cadei          | lista civica Noi con voi      | Sindaco             | [ 7 ] |
| 10 giugno 2018   | 15 maggio 2023   | Giorgio Cadei          | lista civica Noi con voi      | Sindaco             | [ 7 ] |
| 15 maggio 2023   | in carica        | Stefano Falciola       | lista civica Obiettivo Comune | Sindaco             | [ 7 ] |